# Art Frankfurt

Signet der ersten Art Frankfurt 1989

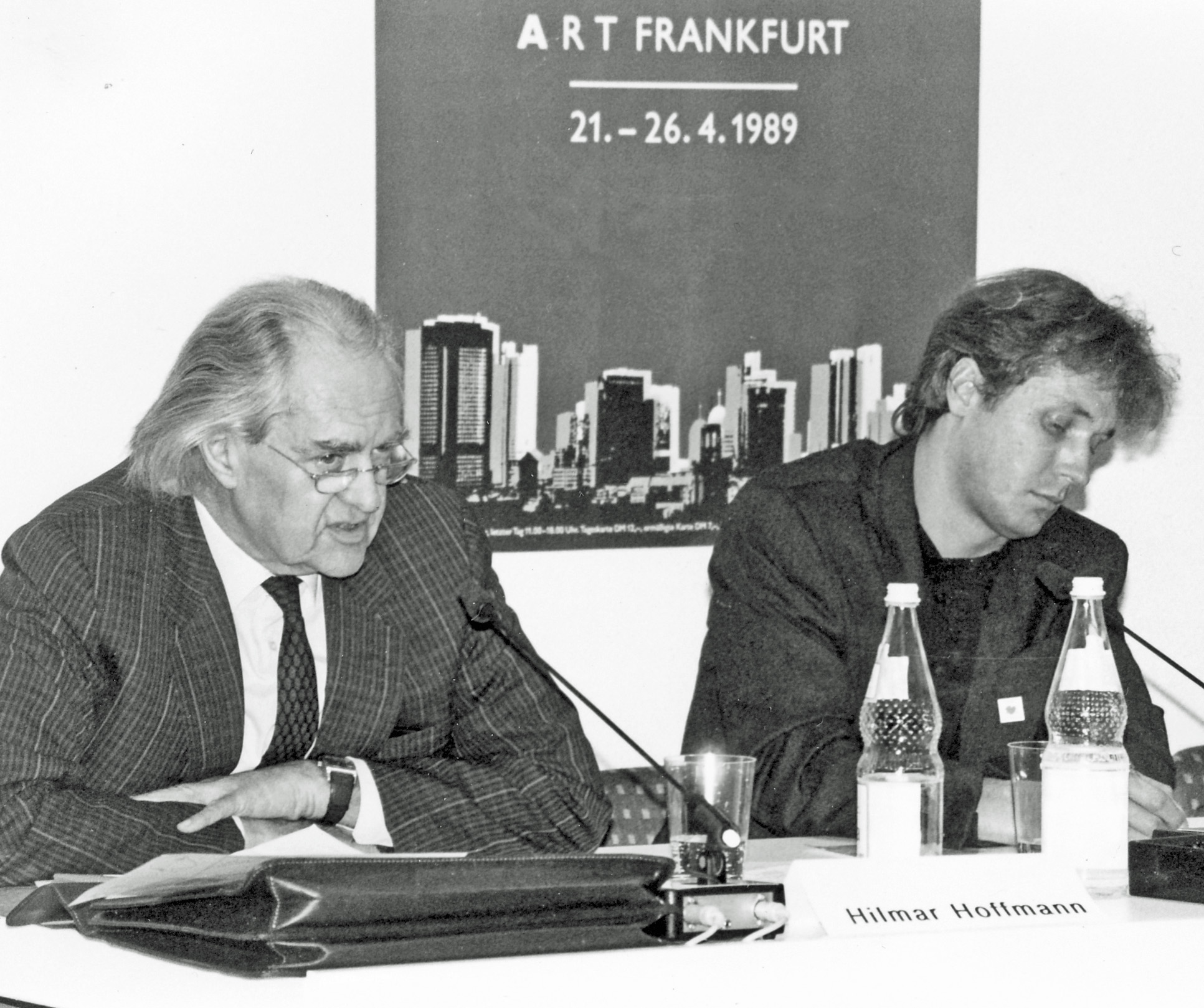
Hilmar Hoffmann links mit Bodo Sperling, Podium zur Eröffnung der 1. Kunstmesse ART-Frankfurt 1989

Die Art Frankfurt war eine Kunstmesse für moderne Kunst, die seit 1989 auf dem Messegelände in Frankfurt am Main stattfand. Die letzten beiden Ausgaben 2006 und 2007 wurden unter dem Namen fine art fair frankfurt veranstaltet.

## Geschichte
Die ersten vier Messen fanden unter der Leitung der von der Art Basel kommenden Anita Kaegi statt und wurden von der stadteigenen Art Frankfurt GmbH organisiert. 1992 wurde sie von der als künstlerische Beraterin firmierenden  Ingrid Mössinger abgelöst, die Organisation der Kunstmesse ging auf die Messe Frankfurt über. Mit der 17. Ausgabe fand 2005 die letzte Art Frankfurt  statt. Zuvor war die ebenfalls von der Art Basel kommende Marianne El Hariri zwölf Jahre lang zuständige Objektleiterin.
Von den ausstellenden Galerien wurden neben Gemälden und Papierarbeiten auch Künstlerbücher, Fotografie, Video, Editionen Installationen und raumbezogene Projekte gezeigt. Die Zahl der Teilnehmer lag zwischen 150 und 200. Zu jeder Messe erschienen umfangreiche Ausstellerkataloge.
Ab 2006 stand die Kunstmesse als fine art fair frankfurt unter der Leitung des Frankfurter Galeristen Michael Neff. Die Teilnehmerzahl war auf 48 bis 75 begrenzt. Das Motto war 2006 High & Low und 2007 quality street. Die Veranstaltung wurde wegen mangelnder Nachfrage eingestellt.

## Preise

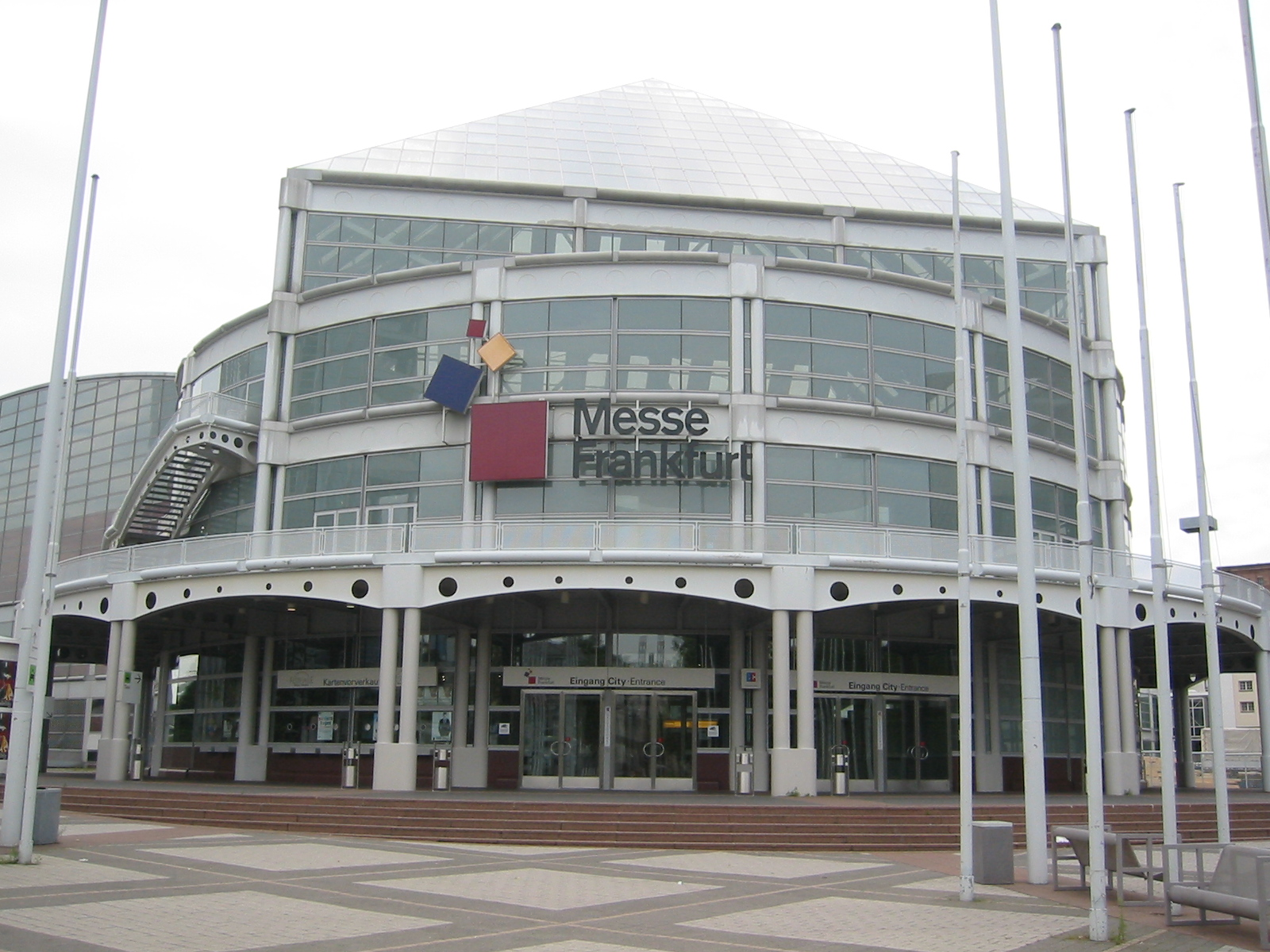
Eingang zur Messe

Seit 1992 wurde  am Eröffnungsabend der Messe der Adam-Elsheimer-Preis verliehen. Es war eine  Auszeichnung für herausragende Sammlerpersönlichkeiten, die unter anderen Herbert Zapp, der Initiator der Kunstsammlung Deutsche Bank, der dänische Museumsgründer Knud W. Jensen, der New Yorker Galerist Leo Castelli, der Industrielle und Museumsgründer Reinhold Würth, der Freiburger Mäzen und Sammler Franz Armin Morat, das Kölner Sammlerehepaar Eberhard und Ute Garnatz, der Frankfurter Sammler und Immobilienkaufmann Michael Loulakis und der Thüringer Sammler Günter Lichtenstein erhielten.
Seit 2000 wurde ein mit 13.000 Euro dotierter Art-Frankfurt-Preis an vorbildliche Kunstvereine vergeben:
- 2000: Neuer Aachener Kunstverein, Aachen
- 2001: Gesellschaft für Aktuelle Kunst, Bremen
- 2002: Frankfurter Kunstverein, Frankfurt am Main
- 2003: Kunstverein Wilhelmshöhe Ettlingen, Ettlingen
- 2004: Fri Art - Centre d'art contemporain, Fribourg (Schweiz)
- 2005: Kölnischer Kunstverein.